# Mateus Fernandes (voetballer)
Mateus Gonçalo Espanha Fernandes  (Olhão, 10 juli 2004) is een Portugees voetballer die bij voorkeur als centrale middenvelder speelt. Hij tekende in 2024 voor Southampton.

## Clubcarrière
Mateus Fernandes speelde in de jeugd bij SC Olhanense en Sporting CP. In oktober 2022 debuteerde hij in de Primeira Liga. Tijdens het seizoen 2023/24 werd hij uitgeleend aan reeksgenoot Estoril-Praia. Op 20 augustus 2024 tekende Mateus Fernandes een vijfjarig contract bij Southampton, dat vijftien miljoen euro veil had voor de middenvelder. Vier dagen later debuteerde de Portugees in de Premier League tegen 
 Nottingham Forest. 